# لا چاپل-اورتومال
لا چاپل-اورتومال (به فرانسوی: La Chapelle-Orthemale) یک کمون در فرانسه است که در اندر واقع شده‌است. لا چاپل-اورتومال ۱۶٫۸ کیلومتر مربع مساحت و ۱۲۴ نفر جمعیت دارد و ۱۵۰ متر بالاتر از سطح دریا واقع شده‌است.